# Mahábalípuram
Mahábalípuram je indické město v Tamilnádu, které leží na východním pobřeží Indického subkontinentu. Jeho populace v roce 2001 přesáhla 12 000 obyvatel.
Kolem Mahábalípuramu se nachází velké množství památek vystavěných převážně mezi 7. – 9. stoletím. Jedná se především o chrámy, stúpy apod. Všechny tyto památky byly v roce 1984 zapsány na Seznam světového dědictví UNESCO.

## Následky zemětřesení a tsunami v roce 2004
V důsledku zemětřesení z 26. prosince 2004 a následné vlny tsunami byly mnohé archeologické památky Mahábalípuramu dočasně zaplaveny mořskou vodou.

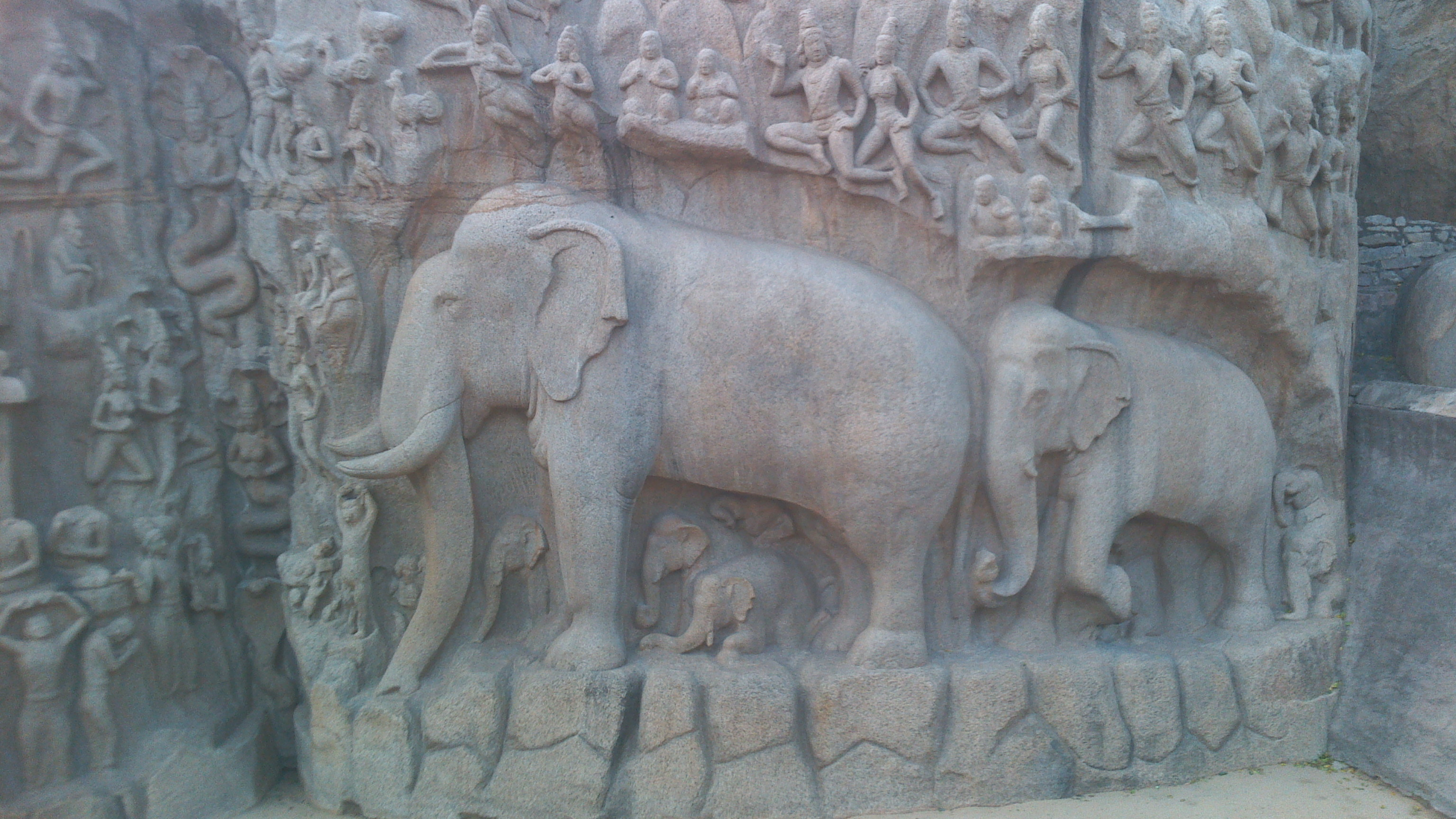
Mahabalipuram elephant statue